# Okręt (Kołoczek)

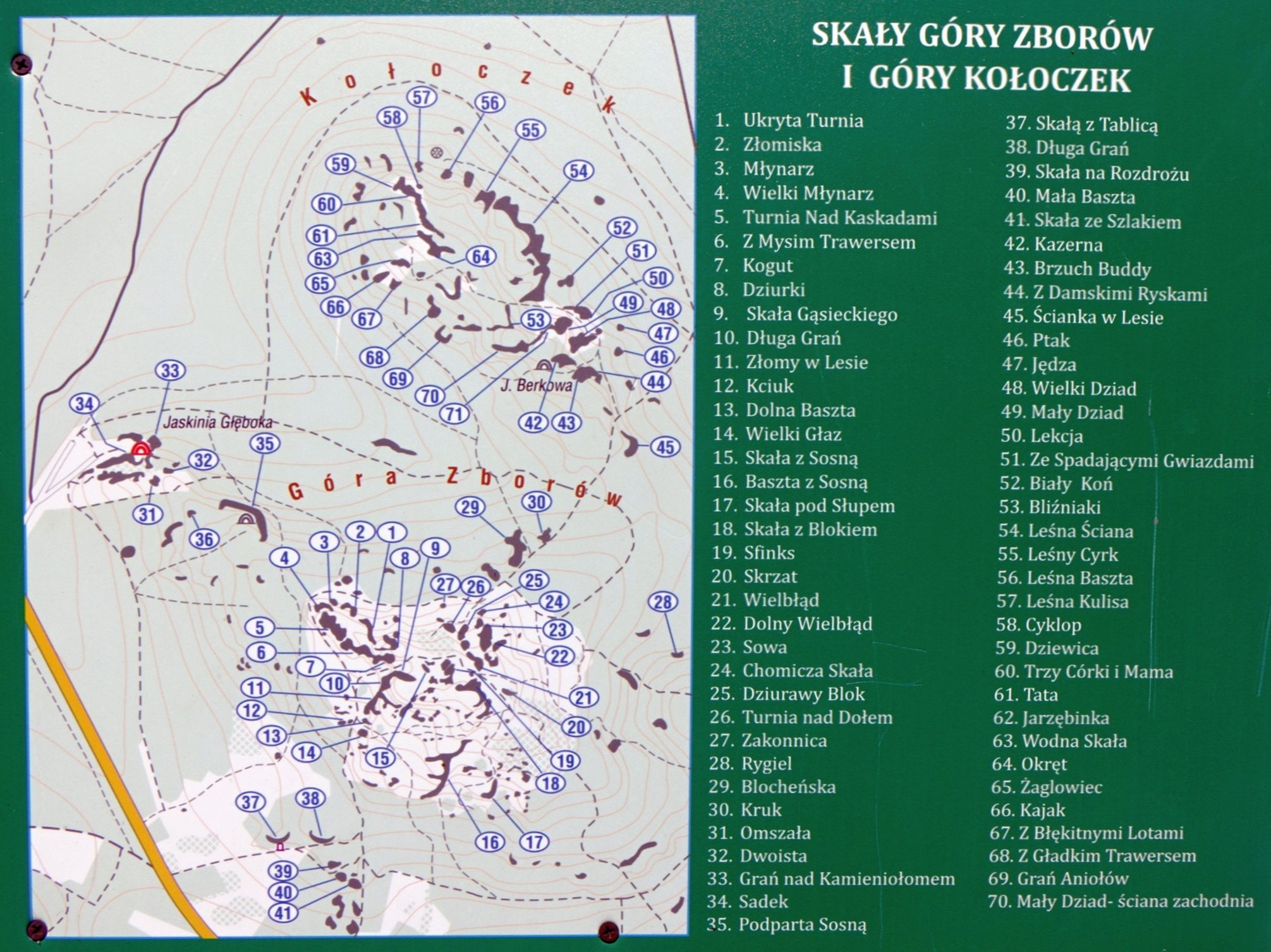
Skały Góry Zborów i Kołoczka

Okręt – skała w grupie Skał Kroczyckich na wzniesieniu Kołoczek na Wyżynie Częstochowskiej, w obrębie wsi Kroczyce w województwie śląskim, powiecie zawierciańskim, w gminie Kroczyce. Lokalizację skał wzniesienia Kołoczek podaje rysunek na tablicy informacyjnej przy wejściu do rezerwatu przyrody Góra Zborów.
Okręt znajduje się w lesie w sąsiedztwie skał Kajak i Żaglowiec. Zbudowany jest z wapieni, ma wysokość 10 m, ściany wspinaczkowe pionowe lub przewieszone. Uprawiana jest na nim wspinaczka skalna.

## Drogi wspinaczkowe
Na Okręcie są 4 drogi wspinaczkowe, wszystkie trudne (o trudności od VI.2 do VI.7+ w skali Kurtyki). Na wszystkich zamontowano stałe punkty asekuracyjne; ringi (r) i stanowisko zjazdowe (st) lub ring zjazdowy (rz). Jest też jeden projekt. Skała o średniej popularności wśród wspinaczy.
Kajak I
1. TamKajPacza; VI.6/V.6+, 3r + st, 9 m
2. Projekt; rz
3. Mental Terror; VI.7+, 2r + st, 9 m
4. Wyścig szczurów; VI.6, 2r + st, 9 m[1]
5. Odkurzone przeboje; VI.2, 2r + st,  8 m[4]

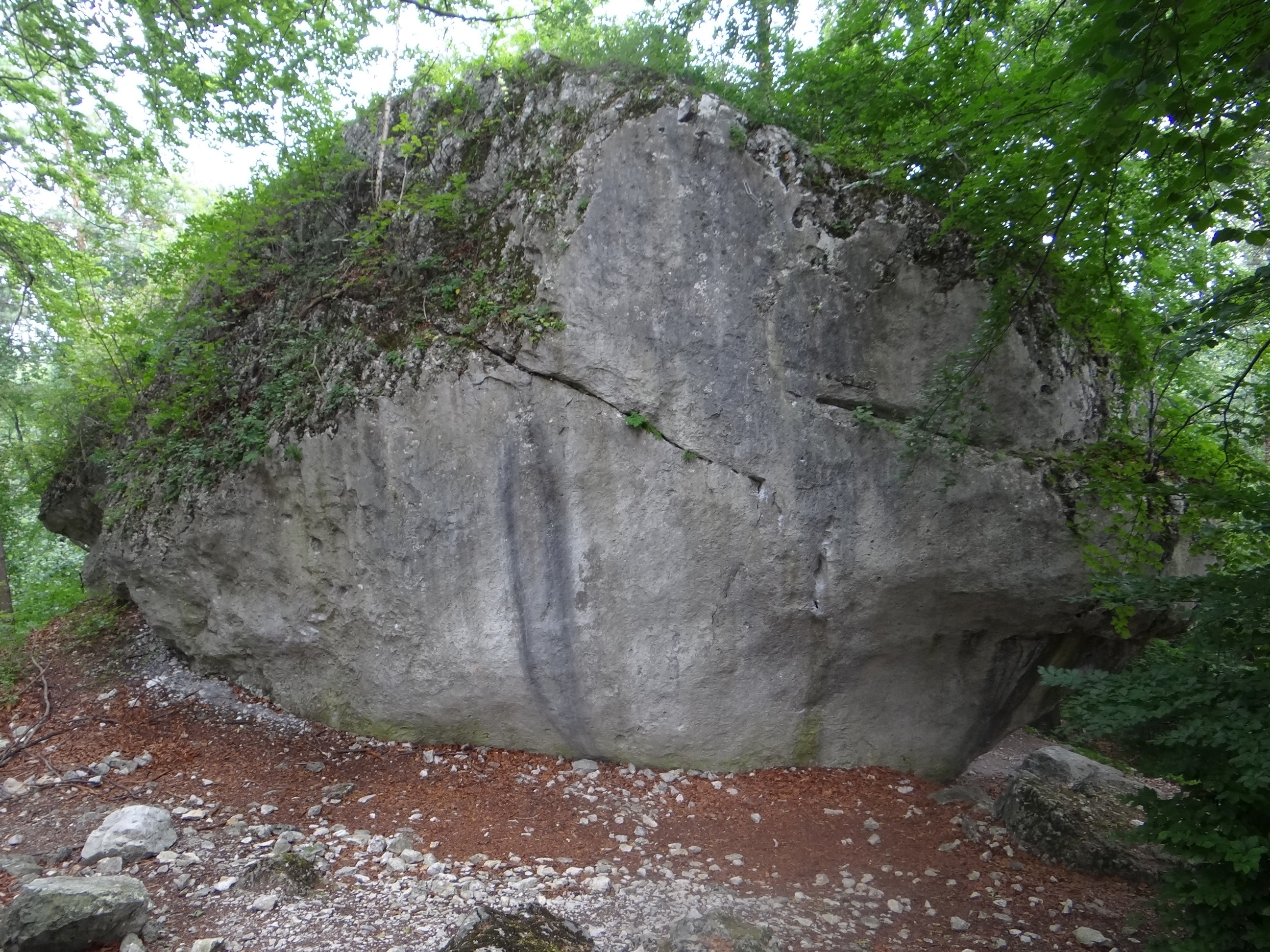
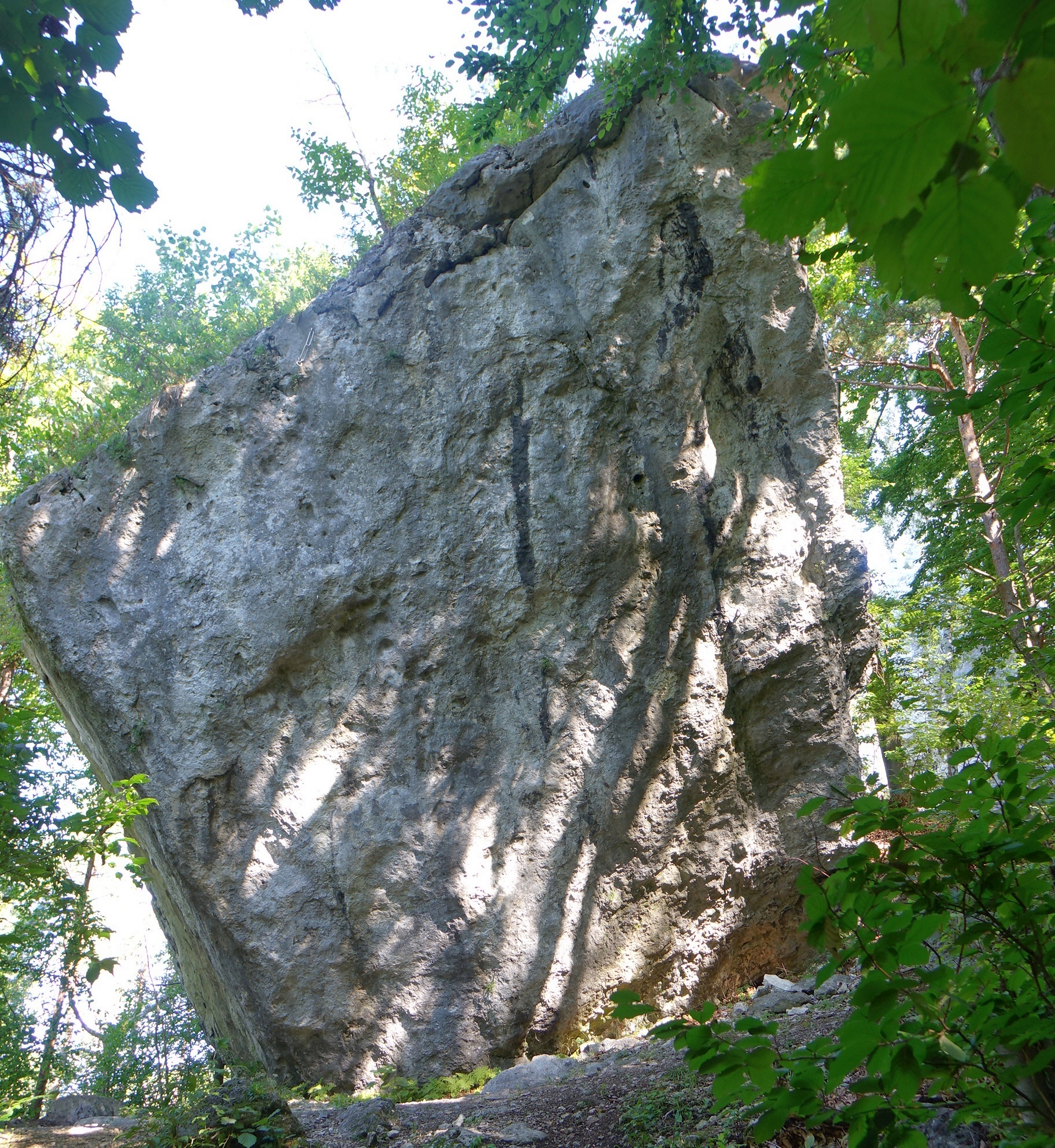
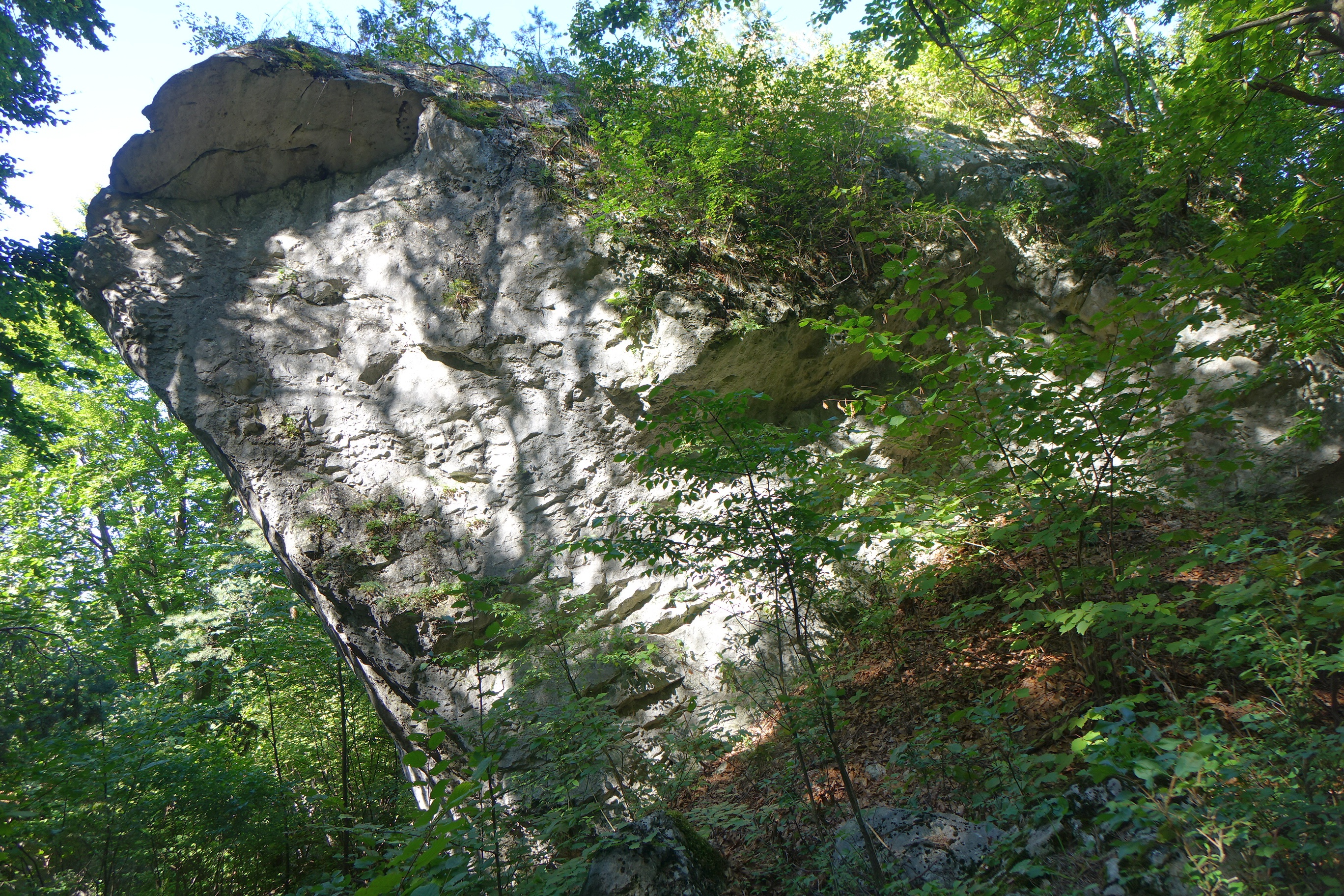
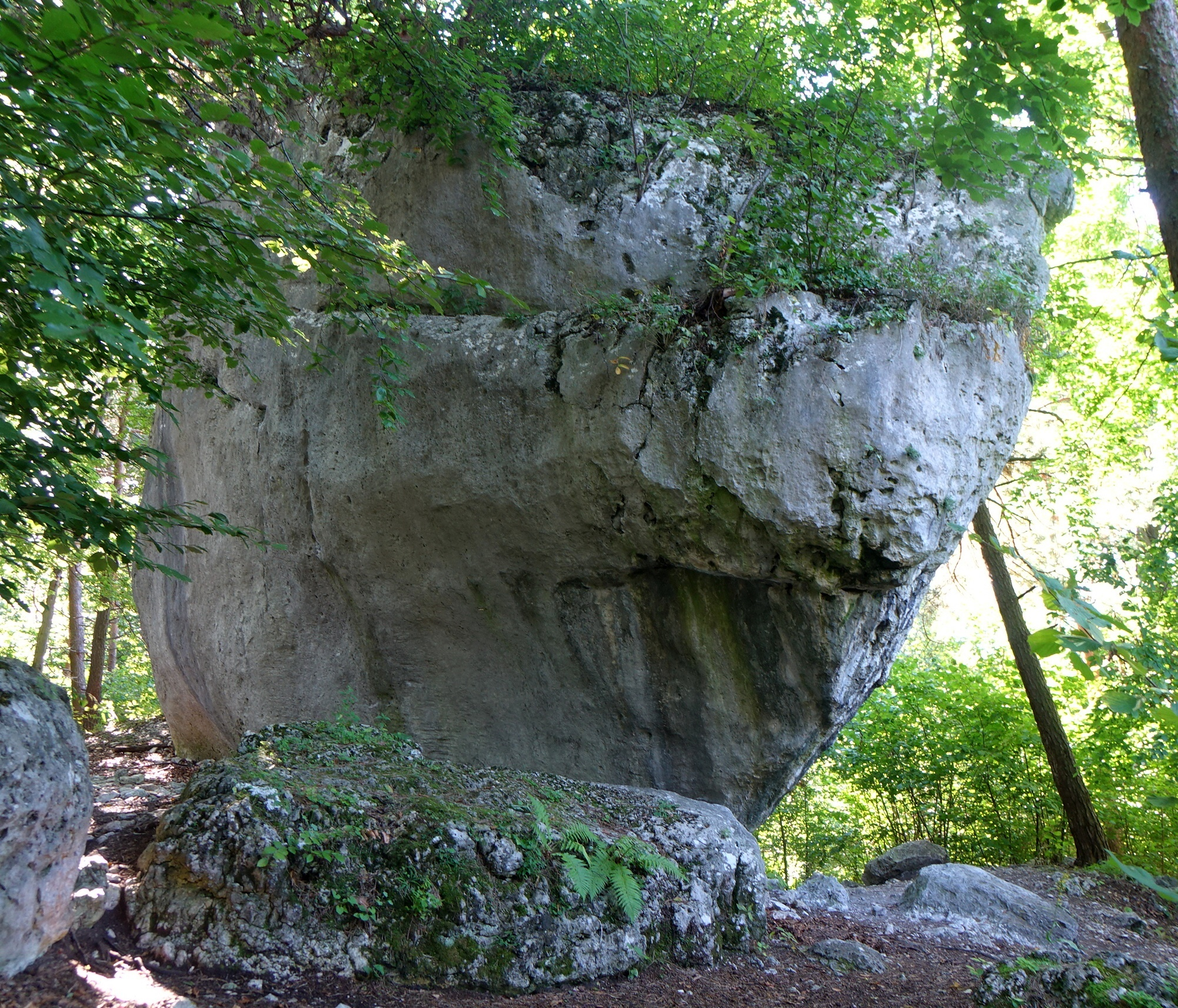
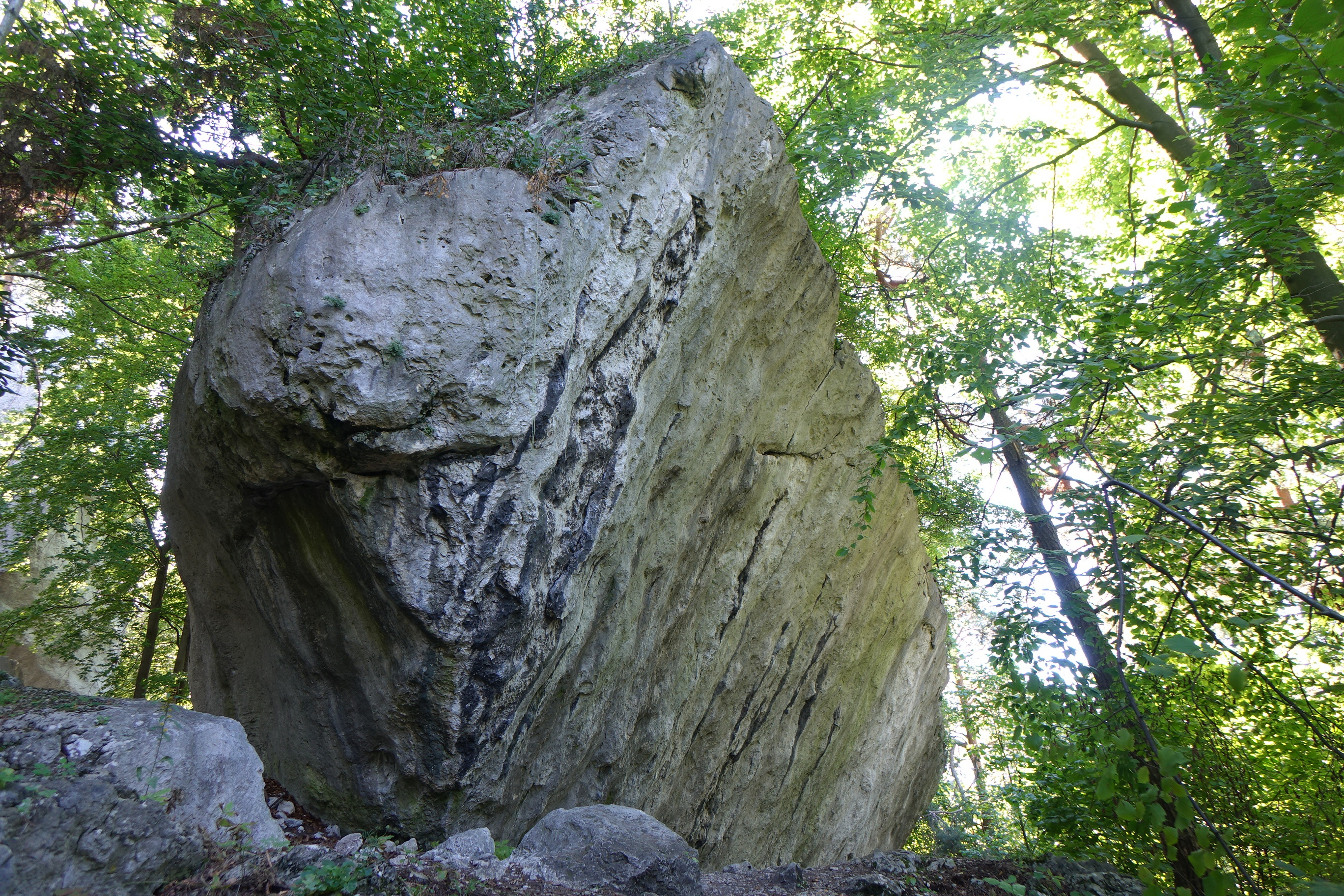